# Lykkerig
Lykkerig è un singolo del rapper norvegese Gilli, pubblicato il 17 dicembre 2012. 

## Tracce
1. Lykkerig – 3:36